# Thymelicus hyrax
Thymelicus hyrax ist ein zur Familie der Dickkopffalter gehörender Schmetterling.

## Merkmale
Thymelicus hyrax hat eine Flügelspannweite 26 bis 32 Millimetern. Die Flügel haben auf der Oberseite eine staubig ockerbraune Färbung mit einem schmalen schwarzen Saum, der nach außen als Rippe zu einem blassen graugelben, gefransten Rand ausläuft. Die Vorderflügel haben eine breitere dunkle Spitze, die Hinterflügel haben am Vorderrand eine breitere schattenartige Dunkelfärbung. Ausschließlich beim Männchen zeigt sich zudem ein gerader, schräger Schuppenstrich von der ersten bis zur dritten Rippe, während sich das Weibchen ohne eine derartige Flügelzeichnung zeigt. Die Flügelunterseite des Vorderflügels ist bei beiden Geschlechtern in einem hellen Gelbbraunton mit grünlich gelber Spitze, während sie beim Hinterflügel einfarbig grünlich gelb ist.
Der Körper zeigt am Rücken und Hinterleib eine gelblich olivbraune Färbung, die Bauchseite und Beine sind heller. Bei den Fühlern zeigt sich eine schwarze Ober- und eine ockergelbe Unterseite; an den unteren Gliedern sind sie heller geringelt.
Im Jahr 2014 wurden die Anzahl der Chromosomen verschiedener Dickkopffalter bestimmt, die Art Thymelicus hyrax hat 29 Chromosomenpaare.

## Lebensweise
Im Frühjahr verpuppen sich die Raupen. Die Puppen sind netzartig gesponnene, lockere Gehäuse zwischen Grasblättern. Nach einer kurzen Puppenphase schlüpfen die Falter. Die Falter haben je nach Standort eine Flugzeit von April oder Mai bis in den Juni oder Juli.

## Lebensraum
Bei einer Untersuchung in der Türkei wurde die Art in Gebieten mit halophilen Pflanzen und in Steppenregionen nachgewiesen. Auf Samos wurden die Raupen ausschließlich auf Achnatherum bromoides beobachtet. In Nordisrael legt die Art Eier auf Knollen-Gerste und anderen Süßgräsern in Strauch- und Heidelandschaften (Batha). Außerdem wird die Art mit Trockenwiesen, trockenen Hängen und Hügeln bis zu einer Höhe von 2000 Metern assoziiert.

## Verbreitung und Gefährdung
Die Art ist sowohl von der griechischen Ägäis entlang der Mittelmeerküste bis hin nach Israel verbreitet als auch entlang der südlichen Schwarzmeerküste bis zum Kaukasus und dem Nordwesten des Irans.
Der Schmetterling wird von der IUCN als Least Concern („nicht gefährdet“) eingestuft.

## Systematik
Bei der Erstbeschreibung ordnete Julius Lederer die Art der Gattung Hesperia zu, später wurde sie in die Gattung Thymelicus, die 1819 von Jacob Hübner eingeführt wurde, übertragen.

### Ähnliche Arten
- Mattscheckiger Braun-Dickkopffalter (Thymelicus acteon)
- Schwarzkolbiger Braun-Dickkopffalter (Thymelicus lineola)
- Braunkolbiger Braun-Dickkopffalter (Thymelicus sylvestris)
- Thymelicus hamza